# Bujie

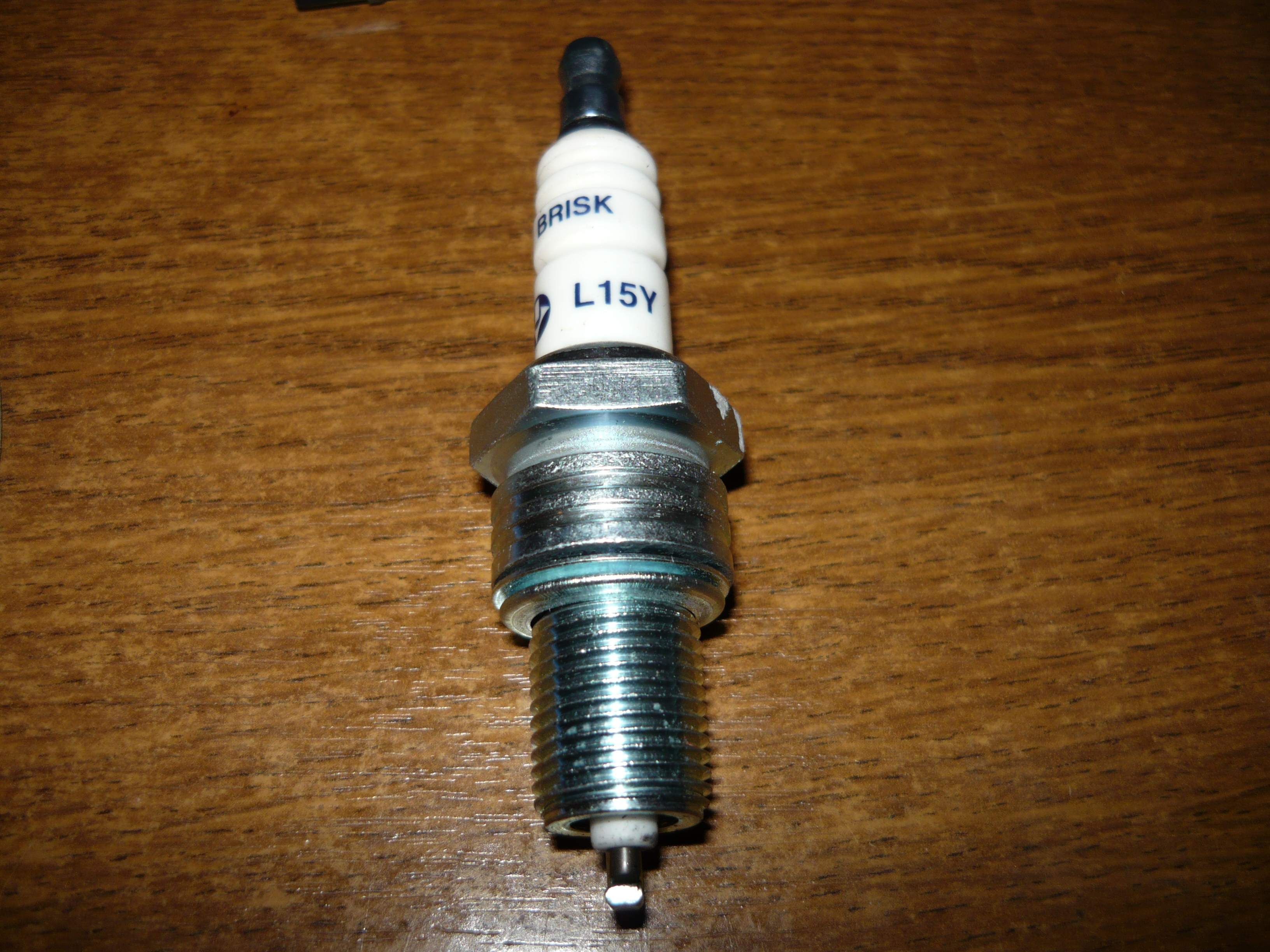
Bujie cu electrod lateral

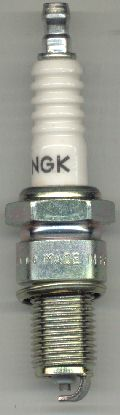
Bujie (NGK BP6ES)

O bujie este o componentă a unui sistem de aprindere al unui motor cu aprindere prin scânteie. Ea produce cu ajutorul curentului electric o scânteie în camera de ardere a unui motor cu aprindere prin scânteie pentru aprinderea amestecului combustibil, după ce acesta este comprimat în motor. Bujia are o carcasă metalică filetată, cu un electrod central izolat electric printr-un izolator de porțelan. Electrodul, care poate conține un rezistor, este conectat printr-un cablu bine izolat la borna de ieșire a unei bobine de inducție sau magnetou. Carcasa metalică a bujiei este înșurubată în capul cilindrului motorului și astfel este legată electric la masă. Electrodul central se extinde prin izolatorul de porțelan în camera de ardere, formând unul sau mai multe trasee de scânteie între capătul interior al electrodului central și, de obicei, una sau mai multe proeminențe sau structuri atașate la capătul interior al carcasei filetate, care desemnează partea, sau electrozii legați la masă.

## Istoric
În 1860 Étienne Lenoir a folosit o bujie electrică în motorul său cu gaz, primul motor cu piston cu ardere internă. În general, Lenoir este acreditat cu invenția bujiei. Unele surse îl cred pe Edmond Berger, un imigrant din Togo, creând o bujie la începutul anului 1839, deși înregistrările arată că el nu a primit un brevet pentru dispozitivul său.

## Operare

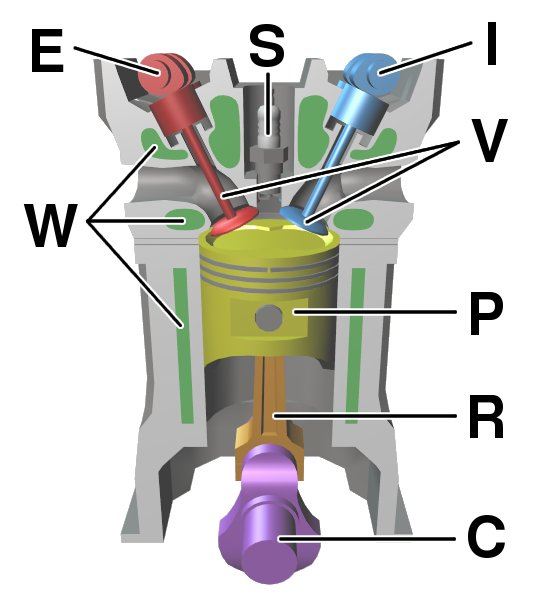
Componentele unui motor cu ardere internă cu ciclu în patru timpi.
(E) Camă de acționare a supapei de evacuare,
(I) Camă de acționare a supapei de admisie,(S) Bujie,(V) Supape,(P) Piston,(R) Bielă,(C) Arbore cotit,(W) Cămașă de apă pentru răcire.

Setul atașat este conectat la tensiunea ridicată generată de o bobină de inducție sau un magnetou. Bobina produce o tensiune între electrozii mijlocii și cei laterali. Inițial, nici curentul nu poate trece, deoarece combustibilul și aerul din spațiul liber sunt un izolator, dar pe măsură ce crește tensiunea, începe să schimbe structura gazelor dintre electrozi. Odată ce tensiunea depășește rezistența dielectrică a gazelor, gazele devin ionizate. Gazul ionizat devine un conductor și permite curentului să treacă peste cel distant. Bujiile necesită, de obicei, o tensiune de 12-25 V sau mai mult pentru a iniția o ardere corectă, deși pot ajunge până la 45 V. Acestea furnizează curent mai mare în timpul procesului de descărcare, ceea ce duce la o scânteie mai fierbinte și cu durată mai lungă.